# Burg Windberg
Die Burg Windberg ist eine abgegangene hochmittelalterliche Höhenburg auf 419 m ü. NN über dem Tal des Bogenbaches in Windberg im Landkreis Straubing-Bogen in Bayern. Die Anlage wird als Bodendenkmal unter der Aktennummer  	D-2-7042-0033 im Bayernatlas als „untertägige mittelalterliche und frühneuzeitliche Befunde im Bereich des Prämonstratenserklosters Windberg, darunter Spuren der Vorgängerbebauung und der Befestigung sowie Bestattungen im Klosterbereich“ geführt.

## Geschichte
Die Burg war ursprünglichen Sitz der Grafen von Bogen und wurde 1130 abgebrochen. 1142 gründete Graf Albert I. von Bogen unter Mitwirkung des Bischofs Otto I. von Bamberg auf dem Burggelände das Kloster Windberg, eine Abtei des Prämonstratenserordens. Die Grafen von Windberg-Bogen starben 1242 aus.
Die Grundmauern der Burganlage finden sich noch im Klosterbereich.